# 育徳帝
育徳帝（いくとくてい、ズクドゥックてい、Dục Đức、1852年2月23日（嗣徳5年2月4日） - 1884年10月24日（建福元年9月6日））は、諱は阮福膺𩡤（Nguyễn Phúc Ưng Ái）、後に阮福膺禛（Nguyễn Phúc Ưng Chân）と改めた。嗣徳帝の弟である建瑞公阮福洪依（Nguyễn Phúc Hồng Y）の子。
嗣徳帝には子がなく、3人の甥を養子にしていたが、育徳帝はその中で最年長であった。嗣徳帝は育徳帝の言動に不満を持ち、後継者候補から外そうとしたことがあったが、母の慈裕皇太后范氏姮に反対された。1883年7月19日、嗣徳帝が崩御、やむを得ず遺詔で育徳帝を後継者に指名した。しかしその文中に否定的な評価があったため、遺詔を朗読するとき、育徳帝はその部分を削除することを求めた。
嗣徳帝の本来の意は最も幼いが聡明な建福帝にあったとされ、阮文祥・尊室説などの権臣もそれを望んでいたため、遺詔をないがしろにしたこと、儀式に臨んで喪服でない緑の服を着用したことなどを理由に、7月23日、慈裕太皇太后の命で後継者の地位を剥奪され、絶食させられて餓えて死ぬ（即位礼は行っていない）。強引な廃位については、廷臣のなかにも潘廷逢のように反対する者がいたが、彼らは皆罷免・追放された。
阮朝の皇帝は元号で呼ばれるが、元号も定められなかったため、生前起居していた宮中の育徳堂にちなんで育徳帝と称されている。のちに子の成泰帝が立つと、恭宗・恵皇帝の廟号・諡号が追贈された。